# Terrence H. Bressi
Terrence H. Bressi, detto Terry (...), è un ingegnere e astronomo statunitense.
Lavora presso il programma Spacewatch gestito dal Lunar and Planetary Institute dell'Università dell'Arizona alla costruzione e ai miglioramenti dei telescopi del programma.
Ha scoperto tre comete, due periodiche, 404P/Bressi e C/2015 H1 Bressi, e una non periodica, C/2012 T5 Bressi.

## Riconoscimenti
Gli è stato dedicato l'asteroide 6837 Bressi.
Nel 2000 ha vinto, assieme a Andrew Tubbiolo, il Governor's Excellence Award.